# Vicereame della Nuova Spagna
Il Vicereame della Nuova Spagna (1535-1821), all'interno dell'Impero coloniale spagnolo, fu il primo vicereame spagnolo ad essere istituito e anche il più esteso (oltre cinque milioni e centocinquantamila chilometri quadrati al momento della sua dissoluzione). Esso occupava tutta la metà centro-occidentale degli attuali Stati Uniti d'America (Texas, Arizona, California, Colorado, Nevada, Nuovo Messico, Wyoming e Utah) più tutto l'attuale Messico e la gran parte dell'America Centrale (allora compresa nella Capitaneria Generale del Guatemala che includeva gli attuali Guatemala, Honduras, El Salvador, Nicaragua, Costa Rica).
Erano sotto suo dominio anche: la Capitaneria Generale di Cuba (da cui dipendevano anche i territori della Florida, Porto Rico e Santo Domingo) e la Capitaneria Generale delle Filippine nel Pacifico; il Vicereame rivendicava inoltre il possesso del Paese dell'Oregon (dalla Columbia Britannica, in Canada agli attuali stati americani di Washington, Oregon, Idaho) e dal 1763 al 1803 occupò anche la ex Louisiana francese; la capitale del Vicereame era posta a Città del Messico.
La Nuova Spagna non solo amministrava le terre comprese entro questi limiti ma come detto anche l'arcipelago delle Filippine in Asia e varie isole minori dell'Oceania come l'isola di Guam e le Marianne. Dopo la sconfitta dell'esercito spagnolo da parte delle truppe di Agustín de Iturbide e di Vicente Guerrero, tutto il territorio situato nel continente americano fu reso indipendente. Il Vicereame della Nuova Spagna è il predecessore storico dal quale sorse immediatamente dopo il Messico.

## Storia
Se gli spagnoli iniziano nel 1492 le esplorazioni delle coste atlantiche del continente americano è con lo sbarco di Hernán Cortés, il 22 aprile del 1519, e la fondazione di La villa Rica de la Veracruz, l'attuale Veracruz, che viene stabilita una presenza permanente sul continente americano. 
Il viceregno nasce con la conquista di Tenochtitlán nel 1521 e la sottomissione dell'Impero Azteco per opera di Cortés che diventa il primo viceré. Città del Messico, la nuova città edificata sulle rovine della capitale azteca, ne diviene la capitale.
Ai possedimenti di Cortés viene dato il nome di Nuova Spagna in virtù della similitudine fra il clima della madrepatria e quello del Messico che offriva la stessa combinazione di climi temperati al centro, aridi al nord e freschi sulle grandi catene montuose. Il nome viene in seguito esteso agli altri territori.
In questo lungo periodo di tempo tanto la Spagna, che il resto d'Europa, l'America e il viceregno vissero diversi momenti storici, culturali, sociali, economici e politici per i quali è necessario fare numerosi distinguo onde poter caratterizzare gli eventi e le relative eco che sono oggetto ancora oggi di revisione storica. Bisogna anche tener presente che il periodo in esame è più lungo di quello dell'indipendenza del Messico, non ancora giunto a due secoli.
La presenza spagnola in America è aspramente criticata dagli anticlericali perché causò l'estinzione delle civiltà precolombiane. Solamente nel ventesimo secolo incominciò un grande sforzo per preservare gli elementi amerindiani.
Il regno spagnolo instaurò una società di casta basata sulle differenze razziali in cui neri e amerindiani venivano trattati come servi e il ceto dirigente (ossia l'oligarchia politica e religiosa) corrispondeva ai bianchi nati in Spagna, senza permettere che i creoli, i meticci, i mulatti o qualsiasi tipo di variante potesse accedere ad alcun tipo di carica pubblica importante.
Una serie di malattie infettive causò la decimazione della popolazione autoctona. Il regno spagnolo promulgò alcune leggi che avevano lo scopo di salvaguardare gli indigeni dagli abusi degli encomenderos (i grandi latifondisti dell'America Spagnola). La costituzione spagnola appena approvata venne estesa anche alle nuove colonie americane che furono conosciute anche come Leggi delle Indie o Leggi dell'India Occidentale.
Utilizzando strumenti come l'Inquisizione, il governo spagnolo soppresse la diffusione delle idee liberali, nate durante l'epoca illuminista, quando non veniva tollerata altra religione all'infuori di quella cattolica.

### Fine del viceregno (1806-1821)
I diminuiti legami con la madrepatria, ulteriormente affievoliti dall'ascesa, nel 1808, di Giuseppe Bonaparte come nuovo re di una Spagna assoggettata all'impero francese, favoriscono la nascita di un movimento di indipendenza.
Dopo undici anni di guerra e la sconfitta dell'esercito spagnolo per mano delle truppe ribelli di Agustín de Iturbide e Vicente Guerrero, dal 28 settembre 1821, il viceré spagnolo Juan O'Donojú viene deposto e gran parte del territorio si proclama indipendente costituendo il Primo Impero messicano. La corona imperiale viene offerta dai messicani al re Ferdinando VII di Borbone, ma solo in cambio del riconoscimento dell'indipendenza. Ottenuto un rifiuto, l'impero messicano rompe ogni legame con la Spagna.
I territori asiatici e le colonie americane di Cuba e Porto Rico rimangono ancora possesso spagnolo sino al termine del XIX secolo. L'amministrazione dei territori, tuttavia, passa sotto il controllo diretto dei monarchi spagnoli.

## Organizzazione politica
La Nuova Spagna fu il primo vicereame eretto e pertanto si impose il modello di governo spagnolo. Il viceré concentrava su di sé tutto il potere politico e militare. Veniva nominato, e anche sostituito, dal re di Spagna, aveva una sua piccola corte nella sua residenza di Città del Messico. Aveva il compito di eseguire le leggi promulgate nella metropoli ed era incaricato di vigilare sugli affari della colonia. Dal viceré dipendeva tutta la struttura del governo: alcaldes mayores, corregidores, consiglieri locali, ayuntamientos e capi indiani.
Per prevenire eventuali pericoli agli interessi della corona, il governo spagnolo formò un sistema di governo molto complicato dal punto di vista burocratico. Solitamente, i funzionari pubblici nominati dagli alcaldes o dai governatori provinciali mantenevano il loro incarico per perseguire il loro interesse privato, corruzione e malaffare via via dilagarono in tutto il vice-regno creando élite e lobby di potere sempre più potenti e decisive nel controllo degli affari della colonia. La burocrazia aumentò il suo potere all'incremento del personale con l'auspicio di migliorare l'efficienza del servizio. In realtà, tale sistema acquisì una forte influenza sulla società della Nuova Spagna.
Il viceregno era suddiviso in Capitanie generali, province (governatorati):
- Regno e Capitania Generale del Messico
  - Città del Messico
  - Mechoacàn (Valladolid)
  - Oaxaca (Antequera)
  - Puebla (1787)
  - Guanajuato (1787)
  - San Luis Potosí (1787)
  - Vera Cruz (1787)
- Capitania Generale dello Yucatàan (1617)
  - Mèrida
  - Nuova Navarra
  - Vitoria di Tabasco (1525)
  - Chiapa el Real
- Regno e Capitania Generale di Nuova Galizia (Guadalajara, 1535)
  - Nuova Biscaglia (1562; Durango)
  - Nuovo Leòn (1582; Monterrey)
  - Coahuila (1716)
  - Nuova Navarra (Sinaloa e Sonora, 1732; Culiacàn)
  - Nuovo Santander (1748)
  - Texas (1691; Los Adaes)
  - Comandancia del Nuovo Messico (1696; Santa Fè)
  - Le Californie (1770; La Paz)
  - Comandancia delle Province Interne (1777)
  - Zacatecas (1787)
- Regno e Capitania Generale del Guatemala e Chiapas (1609)
  - Santiago di Guatemala
  - Ciudad Real de Chiapa
  - Soconusco
  - Vera Paz
  - Valladolid dell'Honduras
  - Veragua (Santiago)
  - Cartago della Costa Rica
  - Nuova Segovia (Comayagua)
  - Leòn di Nicaragua
- Capitania Generale di S. Domingo (1526)
  - Santo Domingo di Hispaniola
  - La Florìda (1575)
- Capitania Generale di San Juan di Puerto Rico (1580)
  - S. Juan
  - Antille e isole Vergini
- Capitania Generale di Cuba (1764)
  - L'Avana
  - Santiago di Cuba
  - Trinidad
- Capitania Generale delle Isole Filippine e Indie Orientali (1565)
  - Manila
  - Macabebe e Nuova Segovia
  - Nuova Caceres de Camerigna
  - Cebù
  - governo militare dell'isola Santa Isabela delle Salomone (Cabo Brulè)
  - governo militare dell'isola di Guam e isole Caroline (Forte S. Juan)

### Evoluzione territoriale

Territorio occupato al 1794
Territorio occupato al 1819

## Popolazione

### Effetti della conquista sui nativi
Con la migrazione degli spagnoli, nel Nuovo Mondo arrivarono animali mai visti fino allora, come cavalli, mucche, maiali e volatili. Anche le specie vegetali portate in Nuova Spagna furono numerose: frumento, avena, canna da zucchero, banana e arancia. Senza dubbio dopo la conquista spagnola, la popolazione amerindiana subì un notevole decremento, dovuto soprattutto alle malattie portate dai conquistadores, tra cui il vaiolo e la tubercolosi, e soprattutto la salmonella, alle quali i nativi non potevano resistere, poiché il loro sistema immunitario non era "preparato" a queste infezioni. Gli Aztechi furono sterminati principalmente dalla salmonella portata dagli invasori al seguito di Cortez.
Altri fattori che favorirono lo spopolamento, furono la perdita dell'equilibrio ecologico americano, la mancanza di produzione di alimenti, distribuzione diseguale della ricchezza, rimpiazzamento dell'agricoltura per le miniere e il commercio, sfruttamento di manodopera, riduzione di superficie coltivabile, introduzione dell'allevamento. I religiosi radicati nel territorio del viceregno consideravano come un castigo divino la morte degli indigeni a causa delle malattie, attribuendolo molte volte alla schiavitù, ai lavori forzati e al regime restrittivo cui erano sottoposti. Diego de Landa, frate in Yucatán, scrisse che gli indigeni non volevano riprodursi perché temevano che i loro figli avrebbero sofferto le stesse condizioni di loro stessi, arrivando in qualche caso addirittura all'infanticidio per evitarlo. Altri motivi, secondo i sacerdoti, furono i vizi, come l'alcol.

### Componenti dello sviluppo del meticciato
Dopo la conquista dei territori americani, gli spagnoli videro l'opportunità di emigrare nei nuovi domini per conseguire migliori condizioni di vita. Arrivando nelle terre conquistate, la mescolanza con donne indigene diede inizio al meticciato, che col tempo divenne il gruppo razziale più numeroso. Dopo il depauperamento della popolazione indigena, i governanti della Nuova Spagna si videro costretti a importare schiavi dall'Africa. Così si aggiunse un nuovo gruppo etnico alla mescolanza tra spagnoli e indigeni. Il Nordamerica britannico non sperimentò il meticciato, perché il credo religioso, protestante, dei coloni obbligava a non avere contatti fisici con qualsiasi etnia diversa da loro.
La piramide delle caste in Nuova Spagna era formata, principalmente da sei gruppi: Spagnoli peninsulari, creoli, meticci, indigeni, africani e asiatici.

### Introduzione degli schiavi africani in Nuova Spagna
Il primo carico di schiavi neri arrivò nelle Antille nel 1501, proveniente dalla Nigeria. I conquistadores selezionavano gli schiavi in base a certe caratteristiche: tutti dovevano essere uomini robusti, capaci di affrontare grandi viaggi senza ammalarsi e morire. Gli schiavi africani arrivarono in Nuova Spagna a partire dal 1560, erano impiegati soprattutto nel lavoro minerario, ma, in qualche caso, anche nella coltivazione della canna da zucchero. Il commercio degli schiavi fu un affare molto redditizio per gli spagnoli, che a loro volta li comperavano dai portoghesi. I nativi americani davano grossi problemi ai padroni spagnoli, perché si ammalavano facilmente e non resistevano ai duri lavori, senza contare le ribellioni. Nel primo secolo, gli schiavi venivano forniti da Capo Verde, in seguito, a partire dal Seicento, l'Angola e il Congo lo rimpiazzarono. Nell'epoca del dominio spagnolo, gli schiavi neri pativano maltrattamenti e molti morirono. L'emancipazione degli schiavi di origine africana divenne effettiva solo nel 1821.

### Distribuzione della popolazione
Inizialmente la Nuova Spagna era configurata in base ai gruppi indigeni. Senza dubbio le epidemie e i lavori forzati provocarono un collasso numerico della popolazione dei nativi, che passarono dai dieci milioni nel Cinquecento ai tre milioni agli inizi dell'Ottocento. Gli indigeni di Bajío si dislocarono nelle miniere di Zacatecas e di Aguascalientes, mentre altri gruppi si insediarono nelle vicinanze di città come Querétaro, Guanajuato e Orizaba.
La popolazione di origine europea aumentò numericamente verso la fine del Cinquecento, grazie alla forte immigrazione di spagnoli peninsulari. Molte volte i figli di spagnoli erano considerati anche loro tali, ma amministrativamente erano definiti "creoli". Nel 1570 in Nuova Spagna c'erano circa 63.000 spagnoli; la cifra aumentò considerevolmente nel 1759, dato che si arrivò a 600.000 spagnoli. Agli inizi dell'Ottocento gli spagnoli in Nuova Spagna erano circa un milione. Le zone di maggior concentrazione degli spagnoli furono: Città del Messico, Guanajuato, Puebla, Guadalajara e Oaxaca. Altri posti dove si trovavano gli spagnoli, furono nelle vicinanze delle città minerarie di Durango e di Zacatecas, dove erano localizzate le produzioni agricole e di bestiame. Il Bajío acquisì un'enorme importanza economica nel Settecento, grazie alla presenza delle haciendas degli spagnoli in questa parte della regione.
I neri furono importati in Nuova Spagna per lavorare nelle miniere. I neri arrivarono a contare fino a 20.000 unità, ma verso la fine del vicereame erano solo 10.000. Questa diminuzione fu causata dalla mescolanza con altri gruppi etnici. Erano concentrati nelle regioni agricole e in quelle minerarie.
Altro gruppo minoritario erano i meticci, discriminati tanto dagli spagnoli quanto dagli indiani. A partire dal Seicento, questo gruppo iniziò ad aumentare, fino ad arrivare a un milione e mezzo agli inizi dell'Ottocento. I meticci erano concentrati nelle città maggiori, nelle reti minerarie e nelle coste disabitate.

### Relazioni sociali e diversità etniche
Gli spagnoli avevano un posto di privilegio nella scala sociale; potevano ottenere il lavoro degli indiani e dei neri senza pagarli per i loro servizi. Gli indiani erano costretti ad eseguire lavori forzati per gli spagnoli, senza però diventare schiavi in senso stretto, cosa che invece si verificò per i neri. Così la Nuova Spagna si configurò come sistema di caste in base al quale un gruppo etnico poteva avere o meno privilegi. Il meticciato porto con sé l'apparizione di nuovi gruppi etnici.

### Situazione nei villaggi indiani
La popolazione amerindiana viveva soprattutto nelle zone di alta montagna, sperando di fuggire dai conquistadores. La seconda Audencia scrisse a re Carlo I per informarlo al riguardo della popolazione della Nuova Spagna, e riferendosi ai nativi americani, li descrisse come disordinati, disobbedienti agli ordini e privi di un luogo fisso dove stabilirsi. Il re rispose che uno dei principali obiettivi era la pacificazione dei popoli nativi. Durante tutta l'epoca coloniale, gli amerindiani avevano poche possibilità di acquistare terre coltivabili. Gli spagnoli peninsulari si accaparrarono la maggior parte dei commerci e relegarono gli indigeni in secondo piano. Anche l'evangelizzazione fece loro adottare la religione cattolica e li spinse a distruggere i loro antichi idoli.

### Le caste
Il sistema delle caste fu una delle componenti più importanti della Nuova Spagna, esse si produssero dalla mescolanza dei diversi gruppi etnici (africani, amerindiani, asiatici, spagnoli e altri europei). Tanto nei registri ufficiali quanto nell'immaginazione popolare, le caste sono passate alla storia con un nome e delle caratteristiche che le differenziano dagli altri popoli e dalle altre razze. Le caste principali erano formate come segue:
- Mestizo, formato dalla relazione di uno spagnolo con una amerindiana:
- Castizo, figlio di mestiza e spagnolo;
- Spagnolo, mescolanza di castizo e spagnolo, in questo caso i tratti somatici erano simili agli spagnoli peninsulari;
- Mulato, figlio di spagnolo e di africana;
- Morisco, figlio di spagnolo e di mulata;
- Coyote, nato da meticcio e amerindiana;
- Salta atrás, nero nato in famiglia bianca;
- Chino, generato da amerindiana e Salta atrás;
- Lobo, dalla mescolanza tra chino e mulato;
- Jíbaro, nato da chino e lobo.

## Economia

### Lo sfruttamento delle materie prime e dei minerali preziosi
L'attività mineraria trovò grande impulso nella colonia. Tutti potevano gettarsi nella corsa, purché consegnassero la quinta parte dei guadagni alla corona. Questo fu un incentivo per la conquista, l'esplorazione e la colonizzazione di nuovi territori. Le principali miniere della Nuova Spagna furono quelle di Zacatecas (1546), Pachuca (1552), Fresnillo e Guanajuato (1554) e infine San Luis Potosí (1592). Queste città attirarono molti popolatori, poiché molti spagnoli speravano di arricchirsi.
Il beneficio de patio fu scoperto da Bartolomé de Medina nel 1554, e la sua principale conseguenza fu un incremento dell'attività mineraria; inoltre il nuovo sistema richiedeva meno tempo, meno mano d'opera e riduceva la quantità di lavoratori necessari per l'opera. Senza dubbio il sistema inventato da Medina richiedeva un maggior costo economico, però non superò i benefici connessi.
Le miniere trovarono diversi inconvenienti. In mancanza di manodopera, poiché gli indiani si riducevano di numero, si ricorse all'importazione di schiavi neri. L'importazione di mercurio venne interdetta da Re Filippo II, perché i maggiori mercanti del minerale erano gli inglesi, nemici della Spagna; la proibizione alimentò il contrabbando. La durezza del lavoro in miniera provocava molte infermità, tra cui l'artrite reumatoide, che causò diversi casi di morte tra i lavoratori.
L'epoca dorata delle miniere giunse nel Seicento. La sua miglior rappresentante fu la miniera della Valenciana ubicata a Guanajuato, di proprietà di Antonio de Obregón. Tra il 1788 e il 1808 produsse un guadagno di 30 milioni di pesos, quantità superiore al prodotto interno lordo del Vicereame del Perú. L'argento fu il principale prodotto delle miniere della Nuova Spagna e la sua importanza si rifletté nella proliferazione della oreficeria, che poco a poco ottenne gran prestigio nel mondo intero. Anche gli Aztechi avevano sviluppato questa attività in scala minore. Le Antille e le Filippine furono il mercato principale di vendita dell'argento prodotto in Nuova Spagna.

### Formazione della grande proprietà
Le prime suddivisioni della terra furono fatte dai conquistadores, senza il permesso reale, ma più tardi i loro possedimenti vennero confermati. Oltre alle possessioni riconosciute dal re e alle terre acquistate dagli spagnoli, esistevano le concessioni reali, terre cedute dal re in cambio di un compenso, che potevano essere concesse a una persona fisica o a un villaggio. Il più esteso fu quello del Marquesado del Valle de Oaxaca, proprietà di Hernán Cortés e popolato da più di 23000 indiani, dove si stabilì la base dell'economia della parte sudorientale della Nuova Spagna.
Il ripartimento fondiario fu l'attività dell'amministrazione pubblica per vari anni, nel periodo di consolidamento della conquista, i conquistadores si appropriavano dell'oro, mentre il Quinto del Rey e la decima si sottraevano dai guadagni. Il sistema delle encomiendas nacque all'inizio del Cinquecento. Era un sistema nel quale gli indigeni stavano a pieno servizio del conquistatore, il quale aveva l'obbligo di impartire loro gli insegnamenti del Cristianesimo. Altro elemento di questo sistema furono le haciendas che sorsero quando iniziava la decadenza delle encomiendas. Si caratterizzò per l'accaparramento dei terreni nelle adiacenze.

### La carte degliencomenderos
Dal punto di vista europeo dell'epoca, la legittimità della conquista del Nuovo Mondo veniva dall'obbligo per la corona spagnola dei suoi recenti sudditi pagani. Come dire, la continuazione sul suolo americano della Reconquista. Soggetti al governo del re rimasero solo i domini più importanti come Mecico, i tlaxcaltecas e pochi altri. Durante i primi anni, i fattori decisivi in questa relazione stettero più nei capi locali che negli encomenderos; questi ultimi erano in posizione di debolezza dato che non erano in grado di formare un esercito. Solo dopo qualche anno, e con l'appoggio della presenza spagnola più forte in Nuova Spagna, gli encomenderos poterono imporre i propri voleri anche contro la volontà dei capi locali. Per governare la popolazione indigena si introdusse la figura dell'encomendero. L'encomendero doveva proteggere ed evangelizzare i nativi, in cambio dei suoi servizi poteva trattenersi i tributi e i servizi di corvée.

### Agricoltura
Fin dal 1565 la corona spagnola stabilì le regole per la coltivazione delle piante europee in America. Il grano fu la principale coltivazione degli spagnoli nel viceregno. Gli indigeni avevano meno possibilità di contrarre contratti agricoli, però nelle loro terre potevano seminare e raccogliere mais, fagioli, cacao e capsicum. La canna da zucchero fu la coltivazione più protetta dalla corona, e, a differenza di altri prodotti, la sua produzione non era limitata a un particolare gruppo sociale. La vite e l'ulivo furono prodotti molto sfruttati in Nuova Spagna, però il commercio finì nel 1596 con lo scopo di proteggere gli interessi della corona. Fu allora che iniziò la produzione dei bachi da seta, con "moreri" (coltivazioni di gelsi) piantati in tutto il paese.

### Il porto di Veracruz
Il porto di Veracruz era l'attracco principale del viceregno sulla costa atlantica, parimenti a quello di Acapulco sulla costa dell'Oceano Pacifico.
Entrambi i porti furono fondamentali per stabilire e sviluppare le tratte commerciali oltremare dell'impero spagnolo, specialmente per raggiungere le Filippine e l'Asia. 
Per esempio, il vascello da carico galeone di Manila (chiamato anche nave della Cina) compiva due volte l'anno il percorso tra Manila e Acapulco; da lì le sue merci venivano trasportate via terra a Veracruz e imbarcate in direzione di Cadice in Spagna.
Da Veracruz salpavano, diretti verso la Spagna, tutti i navigli carichi sia delle merci provenienti dai produttori filippini, sia dei metalli preziosi e delle materie prime estratte nel continente americano, soprattutto nei centri minerari di Guanajuato, San Luis Potosí e Hidalgo.
Senza dubbio non vi furono grandi tornaconti per la colonia, sia per il continuo dissanguamento della Spagna in varie guerre in Europa, sia per le continue scorribande dei bucanieri inglesi, dei corsari olandesi e dei pirati "indipendenti". I primi due tipi si può dire che fossero destinati a procurare finanziamenti alle loro nazioni di origine, anche loro impegnate in continue guerre per la supremazia in Europa.

### Effetti sociodemografici ed economici della presenza delle miniere
L'estrazione mineraria, come attività principale, generò un contesto nuovo nella società del viceregno. L'oro e l'argento si consolidarono come prodotti di esportazione. Nel 1772 il viceré della Nuova Spagna Antonio María de Bucareli emise un decreto nel quale istituiva la moneta d'oro come circolante in Nuova Spagna. Il commercio, l'agricoltura e l'allevamento del bestiame si consolidarono e si rafforzarono con la misura presa da Bucareli, così come l'artigianato. Inoltre l'oro impedì per molto tempo la svalutazione della moneta. L'attività mineraria favorì anche il popolamento e il convertirsi all'agricoltura e all'allevamento di bestiame di quelle zone inospitali e sterili a nord del paese, come il Nuevo León.

### Monopoli
La corona spagnola limitò il commercio della sua colonia per proteggere i suoi interessi; ciò diede impulso alle attività di contrabbando. Veracruz era il porto dove si realizzava il commercio con la Spagna, le merci venivano portate a Cadice dove poi la Casa de Contratación di Siviglia le controllava. Dall'altra parte Acapulco era il porto di comunicazione con le Filippine. I mercanti spagnoli firmarono accordi per instaurare monopoli. Non esistevano relazioni commerciali tra le colonie perché tutto passava attraverso la madrepatria.
Le imposizioni della corona contribuirono a impedire lo sviluppo economico e commerciale del viceregno. Le ribellioni separatiste della Catalogna e del Portogallo nel 1640 portarono Gaspar de Guzman, conte-duca di Olivares a porre misure ancora più restrittive sul commercio, il che provocò una crisi economica e la scarsità di derrate alimentari. I monopoli iniziarono ad essere eliminati con le riforme di Carlo III, però molte proibizioni durarono ancora per molto tempo, fin dopo l'indipendenza del Messico. Senza dubbio il contrabbando sopperì alla penuria di merci di quell'epoca.

## Vita culturale
Il viceregno fu la base del mosaico culturale e razziale del periodo coloniale americano; nel suo seno, durante i 300 anni di storia, si fusero le culture più varie, nahuatl, maya, tolteca, mixteca e spagnola. Altrettanto, per le varie unioni, nacquero una moltitudine di incroci razziali quali i mestizi, mulatti, castizi e altri.
Figure come Juana Inés de la Cruz e Pedro Antonio de Alarcón possono essere considerate i massimi esponenti della letteratura in lingua spagnola delle colonie, così come nel campo dell'architettura lo furono Pedro Martínez Vázquez e Manuel Tolsá.
Compositori tra cui Manuel de Zumaya, Juan Gutiérrez de Padilla, e Antonio de Salazar, furono attivi dall'inizio del XVI secolo fino al periodo barocco della musica.